# ALARMS
「ALARMS」（アラームズ）は、Galileo Galileiの3rdアルバム。

## 解説
前作の『PORTAL』から約1年9カ月ぶりのアルバム。共同プロデューサーにPOP ETC（元 The Morning Benders）のクリストファー・チュウを迎えて制作された。
制作は「Baby, It's Cold Outside」のツアーを終えてから間を空けずに開始された。ツアーでオーディエンスの反応を踏まえた上で、2ndアルバムで見られたシンセポップの要素は後退し、ギターロック的な要素が色濃い。
曲作りの面では前作までの様にラップトップ上で音を構築することはなく、メンバーによるセッションで多くの曲が制作され、レコーディングも宅録ではなく東京のスタジオで行われた。
歌詞の面においても物語調のものではなくシンプルな感情を吐露するものとなっており、これはジョニ・ミッチェルやボブ・ディランの影響が公言されている。その他アルバムを通して挿入されているコーラスはビーチ・ボーイズの影響が指摘される。
9月11日には「パイロットガール」、10月2日には全曲が発売に先駆けて音楽ダウンロードサイトでダウンロード配信された。
初回生産限定盤には「サークルゲーム」のビデオクリップが収録されたDVD（三方背スリーブケース付）が同梱された。

## 収録曲
（全作詞：尾崎雄貴／全作曲・編曲：Galileo Galilei, POP ETC（特記以外））
1. ALARMS - 0:45
作曲・編曲：Galileo Galilei
インストナンバー。「映画の導入部のような」「少年がフォーカスをうけて静かにはじまっていく」イメージの曲として作られ、次曲の前奏的な意味合いがある。
2. ロンリーボーイ - 2:40
歌詞はザ・スミスの「The Headmaster Ritual」に影響を受けており、中学生時代の学校に小さなナイフを持ってきたクラスメイトについての歌である。同曲はレディオヘッドによってカバーもされており、「レディオヘッドがカバーしたらいい感じになるような曲を作ろう」という漠然としたイメージのもとアコースティックギター、ベース、ドラムのセッションで制作された。当初は今風のドラムを使用する案も出ていたが楽曲がシンプルになっていくほどドラムの音が目立ち始め、「ドラムを今風の音にすると全体的にあまりに今風になる」との事から最終的にドラムは70年代前半の物が使用された。ボーカルの尾崎は今作でフェイバリットに挙げる。
3. パイロットガール - 3:18
前へとリードしてゆく彼女に必死でついて行こうとする青年の曲で、歌詞は彼にとっての彼女という存在を理解し、彼は決して着いて行く事は出来ない事に気付くというもの。
4. 処女と黄金の旅 - 4:09
思春期の少女について歌われている歌詞はピノキオに登場する遊園地からヒントを得ており、ピノキオと違って良心となる存在のいない少女は彼女のまま街を後にするというもの。
5. Jonathan - 3:48
7thシングルのカップリング曲。
6. 潮の扉 - 3:24
架空の島で、死んだ青年が輪廻転生して生前の恋人に会いに行くという歌詞。イントロの囁くようなコーラスはクリスが歌ったものをメンバーがカットアップしたもので、架空の島で唄われている民謡をイメージしている。
7. サークルゲーム - 4:43
作曲：Galileo Galilei
7thシングル。
8. フラニーの沼で - 4:34
歌詞は若さ故の潔癖から汚れの中で暮らし、自分の汚れを誤魔化そうとする少女が通りすがりの青年を泥の中に引きずり込もうとするもの。制作当初は深くリバーブがかけられギターでのチルウェイブの様な曲だったが、歌詞に合わせて鋭い曲調となった。
9. 愛を - 3:21
出会った女性と仲良くなったが、焦って一歩踏み込めなかった男性の曲。歌詞は続く10曲目と11曲目が失敗についての歌である事も意識されており、「勢いに任せて突き進むが最後には不安が残るように」された。クリスが1番気に入った曲でもある。
10. 死んだように - 2:54
マイナーキーで作られた男女のすれ違いについての曲。デモではドラム音に歪みのある音も入っていたが最終的にはマイケル・ジャクソンの様なハイのきつい8ビートとなった。
11. Oh,Oh! - 3:30
彼女の気持ちに気づくことが出来ず取り返しのつかない事態に陥ってしまった男性の曲で、サビのコーラスは嘆きの叫びとされる。
12. コバルトブルー - 3:50
歌詞はフリート・フォクシーズの「White Winter Hymnal」のPVにヒントを得て"人は死ぬために生きている"という事を歌ったもので、今作中唯一ピアノが入っている。メンバーはこの曲は映画の最後に、次曲がエンドロールにかかる様なイメージと語っている。
13. Birthday - 4:01
ラジオ番組「SCHOOL OF LOCK!」でデモが公開された。アコースティックギター、ドラム、ベースのセッションで比較的容易に制作された。尾崎は「この曲が出来た事で、前作と前々作でやった事を完璧に回収できた」と語っており、また「前曲で年老いた老人が眠りにつき、この曲で別の誰かが生まれるイメージ」とも語っている。

## 演奏
- 尾崎雄貴：Vocal, Guitar, Synthesizer & Programming
- 尾崎和樹：Drums, Guitar, Percussion, Rhythm Machine, Synthesizer & Programming
- 佐孝仁司：Bass, Guitar, Synthesizer & Programming
- 山内憲介 (sleepy.ab)：Guitar (#3.4.5.6.13)
- みぃな (さよならポニーテール)：Chorus & Humming (#7)
- Chima：Chorus (# 4.5.6.11.12.13)